# 小行星51828
小行星51828（51828 Ilanramon）是為紀念太空人伊蘭·拉蒙而被命名的小行星。他是在STS-107哥倫比亞號太空梭任務於2003年2月1日返航時殉職的太空人。小行星51828號是噴射推進實驗室的近地小行星追蹤計畫於2001年7月20日在帕洛馬山天文台發現的。

## 外部連結
- NASA JPL - Space Shuttle Columbia Tribute page （页面存档备份，存于）
- Orbital simulation and data for 51828 Ilanramon Archive.today的存檔，存档日期2012-12-12